# Devesil Bight
Die Devesil Bight (englisch; bulgarisch залив Девесил saliw Dewessil) ist eine 5,8 km breite und 2,2 km lange Bucht an der Südostküste von Robert Island im Archipel der Südlichen Shetlandinseln. Sie liegt zwischen dem Edwards Point im Südwesten und dem Robert Point im Osten. Die Bucht wurde durch den Gletscherrückzug auf Robert Island zum Ende des 20. und zu Beginn des 21. Jahrhunderts sichtbar.
Bulgarische Wissenschaftler kartierten sie 2009. Die bulgarische Kommission für Antarktische Geographische Namen benannte sie 2010 nach der Ortschaft Dewesilowo im Süden Bulgariens.